# Prosekia tarumae
Prosekia tarumae är en kräftdjursart som beskrevs av Lemos de Castro 1984. Prosekia tarumae ingår i släktet Prosekia och familjen Philosciidae. Inga underarter finns listade i Catalogue of Life.